# Ньири, Янош
Янош Ньири (венг. Nyíri János; 11 ноября 1932, Будапешт, Венгрия — 23 октября 2002, Лондон, Великобритания) — театральный режиссер, журналист, писатель. Он написал несколько известных пьес и романов, в том числе «Battlefields and Playgrounds» (Macmillan, Лондон, 1990), признаны газетой «The Observer» как важнейший роман, написанный человеком, который пережил Холокост.

## Молодость
Янош Ньири родился в Будапеште в 1932 году. Его родители — Тибор Ньири и Джулия Шпиц, уважаемые венгерские еврейские писатели. Самой известной работой отца был роман «Katona, Karácsony» и сценарий венгерского фильма «Díszmagyar» («Гала-костюм») (Будапешт, 1949). Родители Ньири развелись, когда он был маленьким мальчиком, и Янош жил у своих бабушки и дедушки в сельской местности Токай. В начале Второй мировой войны он скрывался от нацистов и венгерских антисемитов со своей матерью и старшим братом Андрашом Ньири. В то время большая часть его семьи и одноклассников были убиты в концлагерях Освенцим и Маутхаузен-Гузен. После военной службы и подготовки офицеров получил звание лейтенанта в венгерской армии. Ньири окончил Академию театра и кино в Будапеште в 1954 году и стал известным театральным режиссером, работал в Кечкемети, Сегеди и Будапеште.

## Переезд во Францию
Ньири принимал активное участие в Венгерской революции 1956 года. Вскоре после подавления восстания решил бежать в Вену, затем в Париж, перед лицом угрозы вероятного смертного приговора, который ждал на многих его товарищей-революционеров. Ньири было запрещено возвращаться в Венгрию к амнистии 1973 года. Тогда он как журналист лондонской газеты «New Statesman», вернулся к своей родной стране и написал статью, которая была опубликована под названием «A Chilly Spring in Budapest» («Холодная весна в Будапеште»).
В течение 1950-х годов, Ньири обосновался в Париже и устроился работать в театре с такими уважаемыми драматургами как Эжен Ионеско, Жан Ануй и Жан Жене. Ньири также преподавал в консерватории и практиковался в Комеди Франсез. На должности помощника режиссера Жан-Луи Барро в театре Одеон, он познакомился со своей будущей женой, Дженни Хипписли, дочерью британских актеров Линдисферни Гамильтон и Кристофера Квеста, и правнучкой Генриха Саймона, еврейского ученого, социал-демократа и лидер Франкфуртской революционного парламента в 1848 году. В 1960 году основал свою первую театральную труппу в театре Le Jeune Théâtre de Marseille. Поставил несколько успешных постановок французской и английской классики, в частности, ставил Мольера, Бомарше, Жана Расина и Оскара Уайльда. Он и его жена построили семейный дом на юго-западе Лондона, в котором они жили до своей смерти.

## Работы
- "The Imaginary Invalid" (Theatre Programme), Vaudeville, London, 1968
- "Le Ciel est en bas" (Theatre Programme), L'Athénée, Paris, 1970
  - "If Winter Comes" (Film), BBC, London, 1980
  - "Ha már itt a tél" (Film), Magyar Televízió/MaFilm, Budapest, 1985
- «A Chilly Spring in Budapest» Архивная копия от 4 ноября 2016 на Wayback Machine (Magazine Article), "New Statesman", London, 8 June 1973
- "Streets" (Book), Wildwood House, London, 1979
- "Battlefields and Playgrounds" (Book), Macmillan, London, 1989; Farrar, Straus and Giroux, New York, 1992. Review: and playgrounds/ Battlefields and Playgrounds, by Janos Nyiri (неопр.) // Kirkus Reviews. — 1995. — 1 November.
  - "Madárország" (Book), Makkábi Könyvkiadó-Téka Könyvkiadó, Budapest, 1990; Corvina Kiadó, Budapest, 2014
  - "Awakening The Day" (כוכבים של יום) (Book), Tel Aviv, 1998
  - "Die Juden Schule" (Book), Fischer Verlag, Frankfurt, 1992